# Freedom: Atlanta Pop Festival
Freedom: Atlanta Pop Festival è un album discografico dal vivo del gruppo rock Jimi Hendrix Experience, pubblicato postumo nel 2015.

## Il disco
L'album documenta il concerto tenutosi il 4 luglio 1970 all'Atlanta International Pop Festival. Billy Cox e Mitch Mitchell accompagnavano Hendrix. Il disco contiene sedici canzoni registrate durante l'esibizione serale, alcune delle quali apparse in precedenza nella compilation live del 1991 Stages.

## Tracce
Disc 1
1. Fire – 4:41
2. Lover Man – 2:59
3. Spanish Castle Magic – 5:21
4. Red House – 8:27
5. Room Full of Mirrors – 3:19
6. Hear My Train A Comin' – 9:32
7. Message of Love – 4:54

Disc 2
1. All Along the Watchtower – 4:20 (Bob Dylan)
2. Freedom – 4:05
3. Foxy Lady – 4:30
4. Purple Haze – 4:19
5. Hey Joe – 4:37 (Billy Roberts)
6. Voodoo Child (Slight Return) – 7:59
7. Stone Free – 5:25
8. Star Spangled Banner – 2:47 (Francis Scott Key, John Stafford Smith)
9. Straight Ahead – 4:52

## Formazione
- Jimi Hendrix — Voce, chitarra elettrica
- Billy Cox — Basso, cori
- Mitch Mitchell — Batteria